# Пржемисл Коварж
Пржемисл Коварж (чеськ. Přemysl Kovář  •  14 жовтня 1985 року, Босковиці) — чеський футболіст, воротар «Славії». За межами батьківщини виступав на клубному рівні в Греції, Ізраїлі та Болгарії, а в Чехії виграв чемпіонат і національний кубок зі «Славією».

## Клубна кар'єра
Вихованець клубу «Словацко», втім до першої команди пробитись не зумів і у 2006 році переїхав на правах оренди в інший чеський клубу «Куновіце», а сезон 2006/07 провів у грецькій третій лізі, виступаючи за клуб «ПАС Ламія 1964». Після повернення в «Словацко» контракт воротаря не було продовжено і він перейшов у «Главіце».
Взимку 2010 року тренувався з командою «Чеські Будейовиці», але в кінцевому підсумку підписав контракт зі «Слованом» (Ліберець). Втім і у цій команді основним не став, через що здавався в оренду в команди «Усті-над-Лабем», «Вікторія Жижков» і «Варнсдорф». У лютому 2013 року повернувся в Ліберець.
Після відходу Давіда Бічіка в січні 2013 року Коварж став основним воротарем «Слована» і допоміг йому зайняти на третє місце в чемпіонаті. Завдяки цьому наступного року зіграв з командою у Лізі Європи, де також був основним воротарем і допоміг пройти «Сконто» та «Цюрих». Втім в останньому раунді кваліфікації чехи все ж поступились іспанській «Севільї» і до групового етапу не пройшли.
Перед початком сезону 2014/15 Коварж перейшов у ізраїльський клуб «Хапоель» (Хайфа), де протягом півтора сезони був основним воротарем. У лютому 2016 року контракт було розірвано і Пржемисл повернувся в Чехії, де тренувався з молодіжною командою «Слована».
У вересні 2016 року підписав контракт з болгарським клубом «Черно море» (Варна), де грав до кінця 2016 року, провівши 12 матчів у чемпіонаті і два у Кубку.
У грудні 2016 року став гравцем «Славії». У 2017 році виграв з командою титул чемпіона, а рік потому чеський Кубок, втім основним воротарем у команді так і не став.

## Титули і досягнення
- Чемпіон Чехії (4):

«Славія»: 2016–17, 2018–19, 2019–20, 2020–21
- Володар Кубка Чехії (3):

«Славія»: 2017–18, 2018–19, 2020–21